# ل پوچ
ل پوچ (به فرانسوی: Le Puch) یک کمون در فرانسه است که در Canton of Quérigut واقع شده‌است.

## خصوصیات
ل پوچ ۲٫۸۹ کیلومترمربع مساحت و ۳۰ نفر جمعیت دارد و ۱٬۱۰۰ متر بالاتر از سطح دریا واقع شده‌است.